# Atherigona perfida
Atherigona perfida är en tvåvingeart som beskrevs av Stein 1913. Atherigona perfida ingår i släktet Atherigona och familjen husflugor. Inga underarter finns listade i Catalogue of Life.